# Freystedt (Adelsgeschlecht)

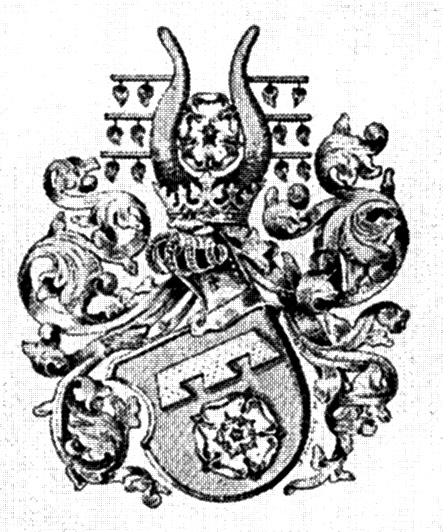
Wappen der Freiherren von Freystedt

Die Freiherren von Freystedt sind ein evangelisches Adelsgeschlecht, das aus einer unehelichen Beziehung zwischen Markgraf Karl Friedrich von Baden-Durlach – dem späteren Großherzog von Baden – und der Elise Barbara Schlutter hervorging. Das Geschlecht existierte von 1777 bis 1917.

## Geschichte
Stammvater des Geschlechts ist Carl Friedrich Hermann von Freystedt, den Karl Friedrich 1777 offiziell als seinen Sohn anerkannte. Auf Betreiben des Markgrafen erhob Kaiser Joseph II. Freystedt am 30. Dezember 1777 in den Reichsadelsstand, der sich damit Freiherr nennen durfte. Das Geschlecht starb in der männlichen Linie 1917 mit dem großherzoglich badischen Hofmarschall Leopold von Freystedt aus.
Der Name wird in der Geschichtsliteratur teilweise auch in anderer Schreibweise wiedergegeben: Freistedt, Freistädt.

## Wappen
Unter einem goldenen Brückenbalken mit drei Pfeilern eine silberne Rose mit blauem Kern und grünen Kelchblättern.

## Namensträger
- Carl Friedrich Hermann von Freystedt (1749–1795), Neuorganisator des badischen Militärs
- Karl von Freystedt (1776–1851), großherzoglich badischer Generalleutnant
- Karoline von Freystedt (1775–1862), Hofdame der Markgräfin Amalie von Baden
- Heinrich Gustav Ludwig von Freystedt (1809–1885), preußischer Generalleutnant
- Leopold von Freystedt (1840–1917), großherzoglich badischer Hofmarschall

## Nachkommenliste (unvollständig)
1. Carl Friedrich Hermann von Freystedt (1749–1795), ⚭ 27. April 1775 Sophia Sabine Barbara Götz[3]
  1. Karoline (1775–1862), Hofdame der Markgräfin Amalie von Baden
  2. Karl Friedrich Hermann (1776–1851) ⚭ 1807 Luise Julie Hauchecorne (1772–1858)
    1. Hermine Caroline Luise (1808–1892) ⚭ Karl Theodor Graf von Kageneck (1803–1859)[4]
      1. Heinrich Julius (1835–1887)
      2. Alfred (1837–1855)
      3. Richard Friedrich Carl Maximilian (1845–1877)

    2. Heinrich Gustav Ludwig Karl von Freystedt (* 1809; † 1885) 1. ⚭ 1833 Aloyse von Blonay (1813–1837); 2. ⚭ 1839 die Freiin Mathilde von Mentzingen[5]:
      1. Louise Caroline Juliette Bertha (1834–1898)[6][7] ⚭ Graf Olympe-Clemente-Alexandre-Auguste Aguado de las Marismas (1827–1894)[8]
        1. Louis (1862–1913)[7]
        2. Aloyse Berthe Maria del Carmen (1870–1911)[7]

      2. Emma Frédérique Yelva Aloyse (1837–1915) ⚭ 1866 Amedée Eugène Louis Roux (1836–1876)[9], Uhrenfabrikant
        1. Albert (1867–1940)
        2. Roger (1869–1936)

      3. Leopold von Freystedt (* 1840; † 1917) ⚭ 1877 Olga Gräfin Zeppelin (1846–1920) => mit ihm stirbt das Geschlecht in männlicher Linie aus

  3. Auguste (* 12. August 1780; † 27. Januar 1861) ⚭ Christoph Ferdinand IV. Philipp von Degenfeld
    1. Ferdinand Christoph Eberhard Friedrich von Degenfeld (1811–1844) ⚭ Bianca von Kniestedt
    2. Alfred von Degenfeld (1816–1888) ⚭ 1844 Augusta Gräfin von Sponeck (1823–1890)
      1. Ferdinand Edmund Karl Alfred (1850–1870)
      2. Hedwig Eberhardine Eleonora Auguste Gabriele Caroline (1845–1903) ⚭ Alexander Franz Dietrich von Gemmingen-Fürfeld (1838–1913)
      3. Auguste Caroline Maria (1847–1921) ⚭ Leopold Theodor von Adelsheim (1838–1897)
      4. Wilhelmine (1860–1887)

  4. Friederike (1782–1855) ⚭ 1807 Friedrich Christoph Freiherr von Bühler (1761–1833)
  5. Wilhelmine (* 10. Juni 1783;  † 18. Januar 1881) ⚭ 1806 Karl Heinrich von Fahnenberg (1779–1840); Hofdame der Großherzogin Stephanie
    1. Marie von Fahnenberg (1818–1872)[10] ⚭ Ernst Rudolph August von Hügel (* 1794)[11]

  6. Luise (* 2. August 1783; † 20. September 1833) ⚭ Friedrich Philipp von Baumbach (1778–1828)[12]
  7. Friedrich Theodor (* 1787; † 1789)
  8. August (* 1791; † 1792)